# Christian Reimeir

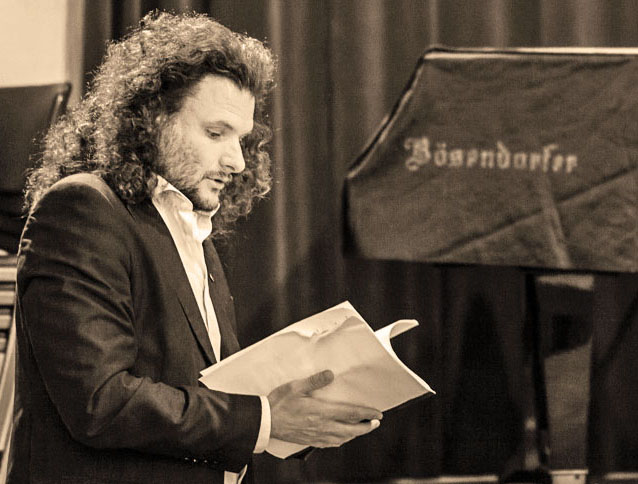
Christian Reimeir (2014)

Christian Karl Reimeir (* 1974 in Hall in Tirol) ist ein österreichischer Komponist.

## Leben
Christian Reimeir besuchte ab dem Jahr 1989 die HTL-Nachrichtentechnik und legte hier im Jahr 1994 die Matura ab. Danach studierte er bis zum Jahr 1999 Mathematik und Physik an der Universität Innsbruck. Parallel dazu nahm er Klavierunterricht bei Emi Sugihara und von 1999 bis 2004 bei Velislava Palatschorova. Zeitgleich absolvierte er am Tiroler Landeskonservatorium Innsbruck ein Kompositionsstudium bei Martin Lichtfuss und legte im Jahr 2006 das Diplom ebenda ab. Zudem erhielt er von 2004 bis 2006 Klavierunterricht bei Muriel Chemin und besuchte von 2005 bis 2008 Informatikvorlesungen an der Universität Innsbruck.
Reimeir ist Gründungsmitglied von „AKRÓASIS“ – Forum für Musik und Medien im interkulturellen Kontext (Wien, 2009) und Preisträger des Kompositionspreises der Stadt Innsbruck (2010). Kompositionen von ihm sind in dem Spielfilm Life off Limits (Österreich/Deutschland 2011) und Wand vor der Wand (Österreich 2013) zu hören. Seine Werke wurden unter anderem in Ljubljana/Slowenien (Konzert des Pianisten Gottlieb Wallisch 2013), bei dem Kongress der Internationalen Viola d’amore Society of America 2012 (‚Peri-Tales‘, Auftragswerk für Viola d’amore und Kammerorchester), den Klangspuren Schwaz 2011 (‚phen-ix‘, interpretiert von dem spanischen Klaviertrio ‚Arbós‘) und im Benaki-Museum in Athen 2015 (voyage in2 für Tenorblockflöte) aufgeführt und im ORF Radio Österreich 1 gesendet.
Zurzeit lebt Christian Reimeir als freischaffender Komponist in Wien und Innsbruck.

## Werke (Auswahl)
- Etüde Nr. 1 – in Dis-Moll, für Klavier solo (1997)[2]
- Prélude Nr. 1 – in Dis-Moll für Klavier solo (1997)[2]
- Sinfonie Nr. 1 – in Dis-Moll für Orchester (1998)[2]
- Agmento – für Klavier solo (1999)[2]
- Ektik – für Klavier solo (1999)[2]
- Streichquartett Nr. 1 „Avan’t Art“ – für zwei Violinen, Viola und Violoncello (2001)[2]
- A-Ruh – Septett für drei Trompeten, zwei Posaunen, Tuba und Euphonium (2002)[2]
- CreaRtive Sentiment – für Klavier solo (2003)[2]
- Prélude Nr. 2 in Des Dur – für Klavier solo (2004)[2]
- Gedanken – für Klavier solo (2004)[2]
- Eva – Melancholie für Klavier (2004)[2]
- ix-thesis – Duo für Oboe und Klavier (2005)[2]
- Deprovisation I, II, III – Duo für Flöte und Klavier (2005)[2]
- Replik – für Orchester (2006)[2]
- Liebesend – für vierstimmigen gemischten Chor, Posaune und Violoncello (2006)[2]
- „An-Sie“ – für Flöte solo, Widmung an Angelika Knitel (2006)[2]
- Aechos – Trio für Violine, Viola und Klavier (2008)[2]
- Streichquartett Nr. 2 „FreeQuenz“ – für zwei Violinen, Viola und Violoncello (2009)[2]
- phen-ix – Trio für zwei Violinen, Viola und Violoncello (2011)[2]
- aura – Duo für Violoncello und Akkordeon (2011)[2]
- Peri-Tales – Fantasie für Viola d’amore und Kammerorchester (2012)[2]
- TornAment – Trio für Flöte, Harfe und Klavier (2013)[2]